# 魯邦三世 -名為峰不二子的女人-
《魯邦三世 -名為峰不二子的女人-》是以Monkey Punch的漫畫《魯邦三世》為原型改編的日本電視動畫。2012年4月至6月在日本電視台播出，全13話；Funimation也在美國網路播出了本作，附英文字幕。

## 概要
本作是電視動畫《魯邦三世 (TV第1期)》開始放映40周年的紀念作品。這是繼1985年《魯邦三世 PartIII》播映完畢後，27年以來「魯邦三世」系列的新電視動畫。
不同於歷來的作品，以系列中居女主角地位的峰不二子的視點來展開故事，並將時間點前推到魯邦、次元、石川三人尚未結識的時期，以獨自觀點講敘正篇故事前傳意味濃厚的故事。此外，在保留系列動畫強烈冒險色彩的同時，對於性方面的暗示毫不吝嗇，風格上明顯地面向成年觀眾。
本作的日文標題並未使用通常的，而是用英文表記。
2012年12月，本作獲得第16屆日本新媒體動漫藝術節動畫部門新人獎。
2012年9月19日，DVD和BD版開始發售。

## 登場人物

### 系列主要人物
※ 在本作中，只有峰不二子每話都會登場。
峰不二子（聲：澤城美雪）
本作的主人公，《魯邦三世》系列中謎一般的人物，有著傲人的身材和美貌。拜金，貪婪，是世俗意義上的惡女，又是部分粉絲眼中的絕世好女人。其真正的目的常常祕而不宣。
魯邦三世（聲：栗田貫一）
第1、4 - 6、8 - 13話登場。
《魯邦三世》系列的主人公，舉世聞名的怪盜。使用的槍支是沃爾特P-38，在本作中穿一件綠色的外套。與峰不二子有著微妙的曖昧關係。
次元大介（聲：小林清志）
第2、5、8、9、12、13話登場。
黑社會中數一數二的快槍手，本片中使用的武器是魯格P08。據說從拔槍到射擊只需要0.3秒，精通各種槍械。過去曾是一位殺手，但如今已不操舊業了。十分喜歡抽煙，最喜歡波旁酒。與魯邦是時而競爭時而合作的關係，不擅長和女性打交道。
石川五右衛門（聲：浪川大輔）
第3、7、9、11 - 13話登場。
石川五右衛門的第十三代後裔，一位身著和服的男性，武藝高強。人形切割機，他的斬鐵劍幾乎能斬斷所有東西。追求極致的斬技，與女性打交道時會很靦腆。
錢形警部（聲：山寺宏一）
第1、4、6、8、10 - 13話登場。
本名為錢形幸一（日语：銭形幸一），本作中身份為「SPECIAL POLICE」。

### 本作原創
奧斯卡警部補（聲：梶裕貴）
路易斯·勇·阿爾梅德伯爵（聲：古舘寛治）
貓頭鷹（聲：長克巳、橋本一子（愛莎的母親））
自稱是阿爾梅德伯爵的執事。戴著茶色的貓頭鷹面具，阿爾梅德伯爵死後主管各項事務，負責與魯邦及相關人物接觸。真實身份為愛莎的母親「米奈娃」（日语：ミネルバ），與丈夫弗里茲·凱撒博士一起進行研究的科學家。
弗里茲·凱撒博士（聲：高岡瓶瓶（演職員表中以「博士」記載））
愛莎（聲：小林沙苗）
弗里茲·凱撒博士的女兒。

## 製作人員
- 原作：Monkey Punch（MP Works 魯邦三世官方雜誌（日语：ルパン三世officialマガジン）刊）
- 企画：加藤州平、加藤良太
- 執行製作人：奥田誠治
- 監督：山本沙代
- 系列構成：岡田麿里
- 人物設定、作画監督：小池健
- 美術監督：田村盛揮（Anime工房婆娑羅）
- 美術設定：宮野隆
- 色彩設計：茂木孝浩
- 道具設計：森山洋
- 攝影監督：山田豊徳（SANZIGEN）
- 編集：長坂智樹（JAYFILM）
- 音樂：菊地成孔
- 音樂製作人：渡邊信一郎
- 音響監督：清水洋史（東北新社）
- 音樂制作：TMS Music、日本古倫美亞
- 文藝担当：鈴木常泰
- 制作担当：藤吉美那子
- 助理製作人：進藤友博、中谷諭史
- 製作人：中谷敏夫、浄園祐、岩佐直樹
- 總製片人：菅沼直樹、尾崎穏通
- 動畫制作：TMS/Po10tial
- 企画、制作：日本電視台
- 製作、著作：TMS Entertainment

## 主題曲
片頭曲「新・嵐が丘」（新·咆哮山莊）
演奏： feat.橋本一子
作詞、作曲、編曲：菊地成孔
片尾曲「Duty Friend」
作詞、作曲、歌：NIKIIE / 編曲：

## 各話列表
| 話數   | 日文標題 | 中文標題                   | 腳本     | 分鏡                       | 演出                                | 作畫監督                                                                         |
| ------ | -------- | -------------------------- | -------- | -------------------------- | ----------------------------------- | -------------------------------------------------------------------------------- |
| 第1話  |          | 大盜VS女怪盜               | 岡田麿里 | 山本沙代                   | 高橋亨                              | 小池健                                                                           |
| 第2話  |          | .357麥格農                 | 三次五子 | 花田五郎 山本沙代 殿勝秀樹 | 殿勝秀樹                            | 竹上貴雄、依田正彦 小林理                                                        |
| 第3話  |          | 淑女與武士                 | 佐藤大   | 佐野隆史                   | 土屋康郎                            | 門智昭、加藤洋人、斎藤大輔 梅津茜、竹上貴雄                                      |
| 第4話  |          | 因歌而活，為戀而生         | 岡田麿里 | 高橋敦史                   | 山内東生雄                          | 清水洋 依田正彦、久保川絵梨子、竹上貴雄（設計佈局）                              |
| 第5話  |          | 染血的三角                 | 大西信介 | 板垣伸                     | 板垣伸                              | 板垣伸、横山謙次 青井清年、                                                      |
| 第6話  |          | 愛的牢獄                   | 岡田麿里 | 中村章子                   | 中村章子 殿勝秀樹                   | 中村章子、竹上貴雄 斎藤大輔、梅津茜                                              |
| 第7話  |          | 音樂和革命                 | 佐藤大   | 西森章                     | 西森章                              | 門智昭、関口雅浩 小林理、村松尚雄                                                |
| 第8話  |          | 忌日                       | 西村純二 | 高橋敦史                   | 高橋亨                              | 依田正彦、石川晋吾 藤崎賢二、阿部智之                                            |
| 第9話  |          | 霧氣騰騰的慕情             | 岡田麿里 | 米谷良知                   | 土屋康郎                            | 清水洋、依田正彦 加藤洋人、 、                                                   |
| 第10話 |          | 死去的街道                 | 佐藤大   | 大橋誉志光                 | 菱川直樹                            | 門智昭、竹上貴雄 斎藤大輔、小林理                                                |
| 第11話 |          | 愚者之祭                   | 岡田麿里 |                            | 立川譲                              | 依田正彦、竹上貴雄 石川晋吾、嶋謙一                                              |
| 第12話 |          | 名為峰不二子的女人（前篇） | 岡田麿里 | 横山彰利                   | 原田奈奈 須藤真                     | 枕宏、小美戸幸代 南紳一郎、外崎春雄                                              |
| 第13話 |          | 名為峰不二子的女人（後篇） | 岡田麿里 | 横山彰利 山本沙代          | 須藤真、菱川直樹 土屋康郎、山本沙代 | 小池健、石川晋吾、清水洋 森山洋、斎藤大輔、竹上貴雄 依田正彦、佐野隆史、阿部智之 |

## 播放電視台
日本深夜動畫：下文記載的日本国内播放時間使用日本標準時間（UTC+9）表示。因為部分時間标识會採用30小时制，因此請留意这类超过24:00的时间，其實際播放時間為翌日清晨。
| 播放地區   | 播放電視台        | 播放日期                | 播放時間             | 所屬聯播網 | 備註                    |
| ---------- | ----------------- | ----------------------- | -------------------- | ---------- | ----------------------- |
| 關東廣域圈 | 日本電視台（NTV） | 2012年4月4日 - 6月27日  | 星期三 25:29 - 25:59 | 日本電視網 | 制作局                  |
| 日本全域   | 日本電視台點播    | 2012年4月4日 - 6月27日  | 星期三 25:30 更新    | 網路電視   |                         |
| 日本全域   | GyaO!             | 2012年4月5日 - 6月28日  | 星期四 24:00 更新    | 網路電視   |                         |
| 日本全域   | 萬代頻道          | 2012年4月7日 - 6月30日  | 星期六 12:00 更新    | 網路電視   |                         |
| 愛媛縣     | 南海放送（RNB）   | 2012年4月15日 - 7月8日  | 星期日 25:50 - 26:20 | 日本電視網 | [ 3 ]                   |
| 中京廣域圈 | 中京電視台（CTV） | 2012年6月29日 - 9月21日 | 星期五 25:30 - 26:00 | 日本電視網 | [ 註 2 ] [ 4 ]          |
| 近畿廣域圈 | 讀賣電視台（ytv） | 2012年7月2日 - 10月8日  | 星期六 26:23 - 26:53 | 日本電視網 | MANPA第2部              |
| 廣島縣     | 廣島電視台（HTV） | 2012年8月7日 - 10月30日 | 星期二 25:59 - 26:29 | 日本電視網 | 晚125天                 |
| 宮城縣     | 宮城電視台（MMT） | 2012年10月13日          | 星期六 25:05 - 27:04 | 日本電視網 | 第1話 - 第4話、《》內   |
| 宮城縣     | 宮城電視台（MMT） | 2012年10月18日          | 星期四 25:13 - 26:43 | 日本電視網 | 第5話 - 第7話           |
| 宮城縣     | 宮城電視台（MMT） | 2012年10月19日          | 星期五 25:53 - 26:53 | 日本電視網 | 第8話 - 第9話           |
| 宮城縣     | 宮城電視台（MMT） | 2012年10月20日          | 星期六 24:50 - 26:50 | 日本電視網 | 第10話 - 第13話、《》內 |

## 外部連結
- 魯邦三世 -名為峰不二子的女人- | 官方網站 （日語）
- 魯邦三世 -名為峰不二子的女人- | 日本電視台專頁 （页面存档备份，存于） （日語）
- 魯邦三世 -名為峰不二子的女人- | 日本電視台點播專頁 （页面存档备份，存于） （日語）
- Lupin the Third, Fujiko Mine | FUNimation （英文）